# Trairussu (Aquiraz)
Trairussu é um povoado do município brasileiro de Aquiraz,  e está situado entre Iguape e Lagoa da Encantada, no litoral leste da Região Metropolitana de Fortaleza, no estado do Ceará. Pertence ao distrito de Jacaúna e de acordo com o Instituto Brasileiro de Geografia e Estatística (IBGE), sua população no ano de 2010 era de 235 habitantes, sendo 120 mulheres e 115 homens, possuindo um total de 66 domicílios particulares.

## Significado e origem do nome
Trairussu é uma palavra de origem indígena e seu significado, dizem os moradores, descende de um tipo de peixe, chamado traíra que existia em grande número em um córrego do lugar e pensava-se que viesse do lado sul da região.